# Zadra
Zadra is een stalen hybride achtbaan in het Poolse attractiepark Energylandia. De achtbaan is ontworpen en gebouwd door het bedrijf Rocky Mountain Construction. De opening vond plaats op 22 augustus 2019.

## Geschiedenis
De bouwwerkzaamheden begonnen eind 2018. In maart 2019 stortte een deel van de houten constructie in gedurende een storm. Desondanks liep de bouw door dit incident geen vertraging op. Integendeel, de opening was eigenlijk pas in 2020 gepland maar op 22 augustus 2019 kon de achtbaan al open.

## Technisch
De achtbaan heeft twee treinen met ieder 24 zitplaatsen. Tijdens het ritverloop zijn er 3 inversies: een Zero-G Stall en twee keer een Zero-G Roll. De eerste afdaling maakt een hoek van 90 graden. De baandelen zijn van staal en de ondersteuningen zijn vrijwel volledig van hout. Alleen een groot deel van de lifthil heeft vanwege de hoogte geen houten maar een stalen constructie.
De attractie is gelegen in het themagebied Smoczy Gród (Pools voor drakenkasteel).

## Trivia
- De achtbaan is van hetzelfde type als Untamed in Walibi Holland.
- Zadra betekent splinter in het Pools. Dit is mogelijk een verwijzing naar de houten constructie van de achtbaan.[3]